# Kitasato Shibasaburo
Nam tước Kitasato Shibasaburo (北里 柴三郎 Kitasato Shibasaburo, Bắc Lý Sài Tam Lang) (29 tháng 1 năm 1853 Kyūshū - 13 tháng 6 năm 1931) là bác sĩ và nghiên cứu gia người Nhật Bản trong ngành vi trùng học.
Ông được nổi danh do công trình nghiên cứu khám phá căn bệnh dịch hạch tại Hồng Kông năm 1894 - cùng lúc với Alexandre Yersin. 
Lớn lên tại Kyūshū, Kitasato học trường Y khoa Kumamoto và Đại học Đế quốc tại Nhật Bản. Ông làm việc cùng Robert Koch ở Đức (1885-1891) và năm 1890 ông cùng Emil von Behring cấy được vi trùng bệnh phong đòn gánh. Ông cũng giúp tìm ra chất kháng độc tố cho bệnh bạch hầu và bệnh than (tiếng Anh: anthrax).
Kitasato về lại Nhật năm 1891 và thành lập trường tu nghiệp về bệnh hay lây. Năm 1914 khi trường này bị sáp nhập vào Đại Học Tokyo, Kitasato mở trường vi trùng học riêng, mang tên của mình, và làm hiệu trưởng cho đến hết đời.

## Vinh danh
Ngày 9 tháng 4 năm 2019, ông Asō Tarō, Phó Thủ tướng Nhật Bản cũng là Bộ trưởng Bộ Tài chính của nước này tuyên bố Chính phủ Nhật Bản quyết định in chân dung Kitasako Shibasaburo lên mệnh giá 1000 yên trong đợt 2024.